# Буци (Крушевац)
Буци су насељено место града Крушевца у Расинском округу. Према попису из 2022. има 312 становника (према попису из 2011. било је 351 становника).
У селу постоји извор минералне воде, овде је 1930-тих постојало "климатско летовалиште".

## Демографија
У насељу Буци живи 360 пунолетних становника, а просечна старост становништва износи 43,5 година (42,3 код мушкараца и 44,8 код жена). У насељу има 131 домаћинство, а просечан број чланова по домаћинству је 3,31.
Ово насеље је великим делом насељено Србима (према попису из 2002. године), а у последња три пописа, примећен је пад у броју становника.
|  |

| Демографија | Демографија | Демографија |
| Година      | Становника  | Становника  |
| ----------- | ----------- | ----------- |
| 1948.       | 514         |             |
| 1953.       | 535         |             |
| 1961.       | 473         |             |
| 1971.       | 450         |             |
| 1981.       | 453         |             |
| 1991.       | 437         | 430         |
| 2002.       | 433         | 437         |
| 2011.       | 351         |             |
| 2022.       | 312         |             |

| Етнички састав према попису из 2002.‍ | Етнички састав према попису из 2002.‍ | Етнички састав према попису из 2002.‍ | Етнички састав према попису из 2002.‍ | Етнички састав према попису из 2002.‍ |
| ------------------------------------ | ------------------------------------ | ------------------------------------ | ------------------------------------ | ------------------------------------ |
|                                      |                                      |                                      |                                      |                                      |
| Срби                                 | Срби                                 |                                      | 431                                  | 99,53%                               |
| Црногорци                            | Црногорци                            |                                      | 1                                    | 0,23%                                |
| Украјинци                            | Украјинци                            |                                      | 1                                    | 0,23%                                |
| непознато                            | непознато                            |                                      | 0                                    | 0,0%                                 |

| Година пописа     | 1948. | 1953. | 1961. | 1971. | 1981. | 1991. | 2002. |
| ----------------- | ----- | ----- | ----- | ----- | ----- | ----- | ----- |
| Број домаћинстава | 105   | 112   | 112   | 117   | 111   | 124   | 131   |

| Број чланова      | 1  | 2  | 3  | 4  | 5  | 6  | 7 | 8 | 9 | 10 и више | Просек |
| ----------------- | -- | -- | -- | -- | -- | -- | - | - | - | --------- | ------ |
| Број домаћинстава | 25 | 30 | 18 | 20 | 18 | 16 | 4 | 0 | 0 | 0         | 3,31   |

| Пол    | Укупно | Неожењен/Неудата | Ожењен/Удата | Удовац/Удовица | Разведен/Разведена | Непознато |
| ------ | ------ | ---------------- | ------------ | -------------- | ------------------ | --------- |
| Мушки  | 192    | 40               | 128          | 18             | 6                  | 0         |
| Женски | 184    | 18               | 124          | 32             | 9                  | 1         |
| УКУПНО | 376    | 58               | 252          | 50             | 15                 | 1         |

| Пол    | Укупно                    | Пољопривреда, лов и шумарство | Рибарство                            | Вађење руде и камена | Прерађивачка индустрија       |
| ------ | ------------------------- | ----------------------------- | ------------------------------------ | -------------------- | ----------------------------- |
| Мушки  | 82                        | 11                            | 0                                    | 0                    | 48                            |
| Женски | 56                        | 7                             | 0                                    | 1                    | 21                            |
| УКУПНО | 138                       | 18                            | 0                                    | 1                    | 69                            |
| Пол    | Производња и снабдевање   | Грађевинарство                | Трговина                             | Хотели и ресторани   | Саобраћај, складиштење и везе |
| Мушки  | 4                         | 4                             | 7                                    | 1                    | 1                             |
| Женски | 1                         | 1                             | 8                                    | 3                    | 1                             |
| УКУПНО | 5                         | 5                             | 15                                   | 4                    | 2                             |
| Пол    | Финансијско посредовање   | Некретнине                    | Државна управа и одбрана             | Образовање           | Здравствени и социјални рад   |
| Мушки  | 0                         | 0                             | 0                                    | 1                    | 1                             |
| Женски | 1                         | 0                             | 1                                    | 2                    | 6                             |
| УКУПНО | 1                         | 0                             | 1                                    | 3                    | 7                             |
| Пол    | Остале услужне активности | Приватна домаћинства          | Екстериторијалне организације и тела | Непознато            | Непознато                     |
| Мушки  | 0                         | 0                             | 0                                    | 4                    | 4                             |
| Женски | 1                         | 0                             | 0                                    | 2                    | 2                             |
| УКУПНО | 1                         | 0                             | 0                                    | 6                    | 6                             |